# Steenfabriek

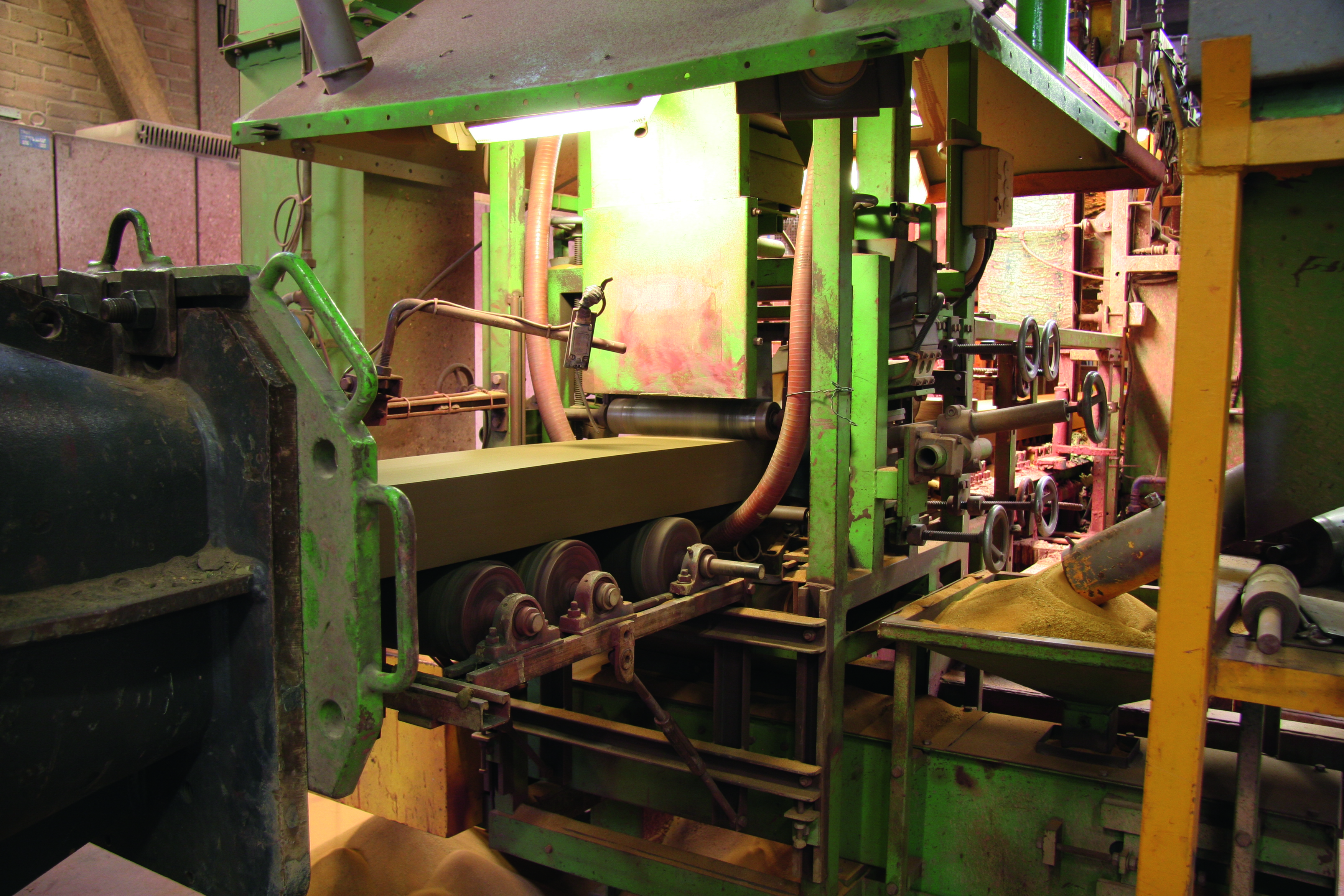
Stenen worden met een strengpers gevormd en gesneden. Daarna worden ze gedroogd en gaan ze naar de oven.

Een steenfabriek, in en rond Wallonië bekend als briqueterie, is een fabriek waar grofkeramiek wordt geproduceerd zoals duurzame bakstenen, gevelbakstenen, straatbakstenen (klinkers), dakpannen, vloer- en wandtegels en voorheen ook stenen buizen. Verouderde namen voor deze productiebedrijven zijn steenbakkerij, steenplaats, steenoven of tichelwerk.
Belangrijk voor steenfabrieken is de beschikbaarheid van klei als grondstof en brandstof. De meeste steenfabrieken zijn dan ook van oudsher gevestigd in riviergebieden, kleigebieden of aan de rand daarvan. Langs de grote rivieren is rivierklei aanwezig. De gebakken stenen werden vroeger per schip naar de afnemers vervoerd, daarom zijn juist daar veel steenfabrieken te vinden.

De meeste producenten van grof keramiek zijn verenigd in Branchevereniging Koninklijke Nederlandse Bouwkeramiek (KNB). Ook de grootste baksteenfabrikant ter wereld, het Oostenrijkse Wienerberger AG dat ook in Nederland (Terca) en België (Desimpel) fabrieken bezit.

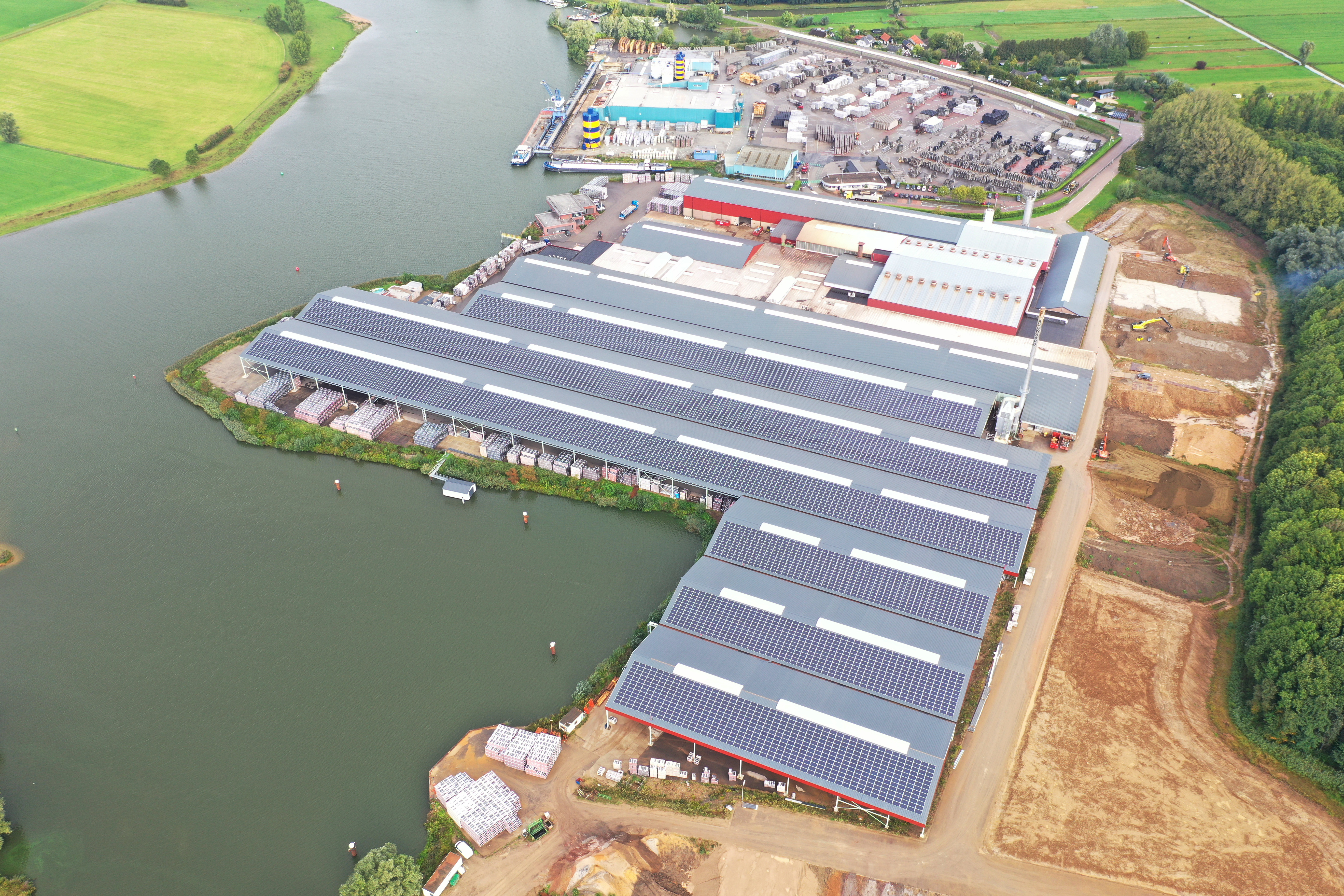
Steenfabriek de Rijswaard BV in Aalst (Gld.) met zonnepanelen op het dak van de fabriek.

## Steenfabrieken in Nederland anno 2024
Van de fabrieken staan de meeste aan of nabij de rivieren Maas (ruim 25%) en Waal (ruim 20%).
- Caprice Holding BV: B.V. Steenfabriek Huissenswaard (Angeren)

- DEKO BV te Elst
- Baksteen Engels BV: Steenfabriek Engels Helden BV en Steenfabriek Engels Oeffelt BV (Oeffelt en Panningen)
- Steenfabriek Klinkers BV (Maastricht)
- Steenfabriek Linssen BV (Kerkrade)
- Monier BV: Monier BV Tegelen en Monier BV Woerden
- Koninklijke Mosa BV
- De Porceleyne Fles BV
- Steenfabriek De Rijswaard BV (Aalst)
- Rodruza BV: Rodruza Steenfabriek Rossum B.V. en Rodruza B.V. Steenfabriek De Zandberg (Gendt en Rossum)
- Steenindustrie Strating BV (Oude Pekela)
- Koninklijke Tichelaar Makkum

- Vandersanden Nederland BV (Beek, Hedikhuizen, Spijk, Tolkamer en Kessel)
  - Steenfabriek Hedikhuizen BV
  - Steenfabriek Spijk BV
  - Steenfabriek Tolkamer BV
  - Steenfabriek Kessel BV
  - Steenfabriek Beek BV

- Steenfabriek Vogelensangh (Vogelensangh: Deest)
- Steenbakkerij Zilverschoon Randwijk (Heteren)
- Wienerberger BV (Afferden (Nuance), Azewijn, Brunssum (Poriso), Deest (dakpannen), Echteld (Schipperswaard), Erlecom, Haaften, Haalderen (Bemmel), Heteren, Opheusden (De Wolfswaard), Panningen (raamdorpels en stenen), Pannerden (Kijfwaard Oost en Kijfwaard West), Tegelen (Narvik Tegelen en Janssen Dings (dakpannenfabrieken)), Thorn en Zennewijnen)
  - Wienerberger Janssen-Dings
  - Wienerberger Narvik Deest
  - Wienerberger Azewijn, Azewijn
  - Wienerberger Narvik Tegelen
  - Wienerberger Bemmel
  - Wienerberger Erlecom
  - Wienerberger Haaften
  - Wienerberger Heteren
  - Wienerberger Kijfwaard Oost
  - Wienerberger Kijfwaard West
  - Wienerberger Nuance
  - Wienerberger Panningen
  - Wienerberger Poriso Brunssum
  - Wienerberger Schipperswaard
  - Wienerberger Thorn
  - Wienerberger Wolfswaard
  - Wienerberger Zennewijnen
  - St. Joris: Beesel (failliet in 2023)
  - Biezeveld: Kerkdriel

## Geschiedenis
De vroegste steenbakkerijen zijn aangetroffen in het Oude Egypte, Mesopotamië, en in de Indusvallei, waar reeds rond 3000 v. Chr. stenen gebruiks- en kunstvoorwerpen werden gebakken uit klei. Al snel moet men tot de conclusie zijn gekomen dat steen ook een goede bouwstof vormde voor gebouwen. In de Romeinse tijd werd overgeschakeld op steeds verfijndere methoden en groeide het bakken van stenen in gespecialiseerde ovens uit tot een industrie. Na het uiteenvallen van dit wereldrijk, verloor men in onze streken ook de kennis van het stenen bakken, die pas weer werd opgepakt in de 12e eeuw. Tijdens de middeleeuwen maakten de steenbakkerijen een groei door nadat steeds meer steden een verbod uitvaardigden op brandgevaarlijke houten huizen, die niet zelden veroorzakers waren van stadsbranden. Hierbij vormde baksteen in Nederland een logisch alternatief omdat klei voldoende voorhanden was langs de grote rivieren en andere waterwegen en hout en natuursteen nauwelijks aanwezig waren. Hieruit ontwikkelde zich de bekende Nederlandse baksteenarchitectuur. Met de groei van de bevolking en de industriële revolutie nam de vraag naar stenen halverwege de 19e eeuw een grote vlucht; tussen 1850 en 1880 groeide het aantal steenfabrieken van 469 naar 881. Vaak waren dit slechts kleine bedrijven. Na 1880 volgde in Nederland echter afname van de vraag als gevolg van economische neergang en nam bovendien de buitenlandse concurrentie toe, waarop de fabrieken zich begonnen te organiseren.
De bedrijvigheid was seizoensgebonden (wanneer het weer het toeliet) en eenvoudig van opzet met veel handwerk. De arbeidsomstandigheden waren vaak erbarmelijk. Het werk was zwaar en arbeiders maakten vaak lange dagen. Berucht was de steenbakkerij van Franeker, waar gewerkt werd van 2 uur 's morgens tot 10 uur 's avonds. Ook vrouwen- en kinderarbeid was heel gewoon. Daarbij deden veel eigenaren -vaak waren het familiebedrijven van de landadel- het er een beetje bij, zodat werknemers ook zo weer op straat konden komen wanneer de vraag afnam. Veel werknemers waren dan ook seizoensarbeiders, waarvan de Duitse Lipskers (uit Lippe), die elk jaar naar Friesland kwamen, enige bekendheid genoten.

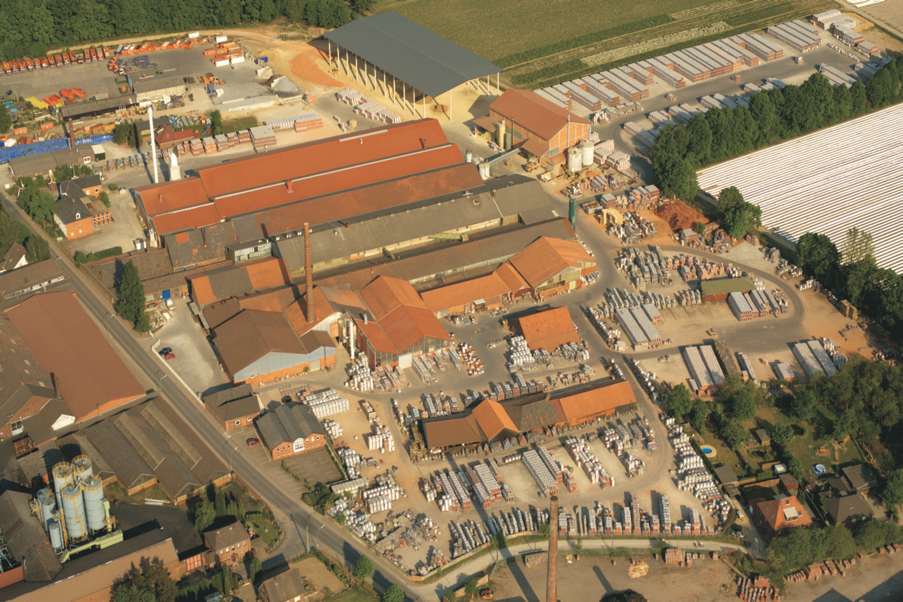
Laumans anno 2017

De eerste helft van de 20e eeuw werd gekenmerkt door oprukkende mechanisatie en na de Tweede Wereldoorlog werden de arbeidsomstandigheden aangepakt. De tweede helft van deze eeuw werd gekenmerkt door toenemende automatisering, waarbij begrippen als schaalvergroting en efficiency steeds belangrijker werden. Tegelijkertijd nam het aantal vestigingen en werknemers af. In 1950 telde Nederland bijvoorbeeld 227 steenfabrieken waar 13.000 mensen werkten, hetgeen in 1995 was teruggelopen tot 52 fabrieken met nog 1500 werknemers, waarbij de productie gelijk was gebleven. Vanaf de jaren 1980 werden steeds meer steenfabrieken overgenomen door het Oostenrijkse Wienerberger en het Ierse CRH plc.
Er waren een aantal grote bedrijven die in particulier eigendom waren in de jaren tot 1982, waaronder Gebr. Laumans, T&A, Verenigde Steenfabrieken Groningen  en NeHoBo. de aandelen van NeHobo waren in het bezit van de onderstaande bedrijven: 
- V.S.G., 45%
- Gebr. Laumans, 44%
- Deester pannenfabriek, 5%
- Thissen (5%)

Vanwege de slechte omstandigheden in de markt is uiteindelijk de NeHoBo gesloten.

### Groningen
In de provincie Groningen worden sinds de 12e eeuw stenen gebakken, in het begin met name door monniken gebakken kloostermoppen voor kerken (zoals die op de wierden van Marsum, Oosterwijtwerd en Eenum), kloosters en later ook steenhuizen. Hieruit ontstonden in de 16e eeuw tichelwerken, waarbij soms tichelborgen ontstonden van de eigenaren. In 1819 werden steenbakkerijen in Winschoten, waar vijf steen- en dakpannenfabrieken waren, gebouwd op de grens van de kleigebied met het veen. In de 19e eeuw groeide het aantal steenfabrieken sterk als gevolg van steeds meer huizenbouw en de ontwikkeling van de Groninger Veenkoloniën. Rond 1900 telde Groningen ongeveer 80 steenfabrieken. Factoren als beperkingen in de afgraving van klei, verandering van de vraag en traagheid bij de toepassing van technische vernieuwingen en schaalvergroting leidden ertoe dat hun aantal in de 20e eeuw snel afnam. In 1979 is door de V.S.G. de modernste steenfabriek van Nederland nog in gebruik genomen voor de productie bij NeHoBo. De V.S.G. had nog twee fabrieken over te Winneweer en Boerdam bij Middelstum. In de hoogtijdagen van de V.S.G. stonden er zeven fabrieken te produceren. In 1982 moest de V.S.G. de poorten sluiten vanwege de slechte marktomstandigheden in die jaren. In 2002 sloot de verouderde steenfabriek Fivelmonde uit Delfzijl en is Strating in Oude Pekela de laatste steenfabriek van Groningen. Sinds de sluiting van steenfabriek Smeijers-Voortman uit het Overijsselse Rijssen in 2005 is Strating tevens de enige strengperssteenfabriek ten noorden van de grote rivieren.

## Lijst van voormalige steenfabrieken en steenbakkerijen

### Voormalige steenfabrieken in Nederland

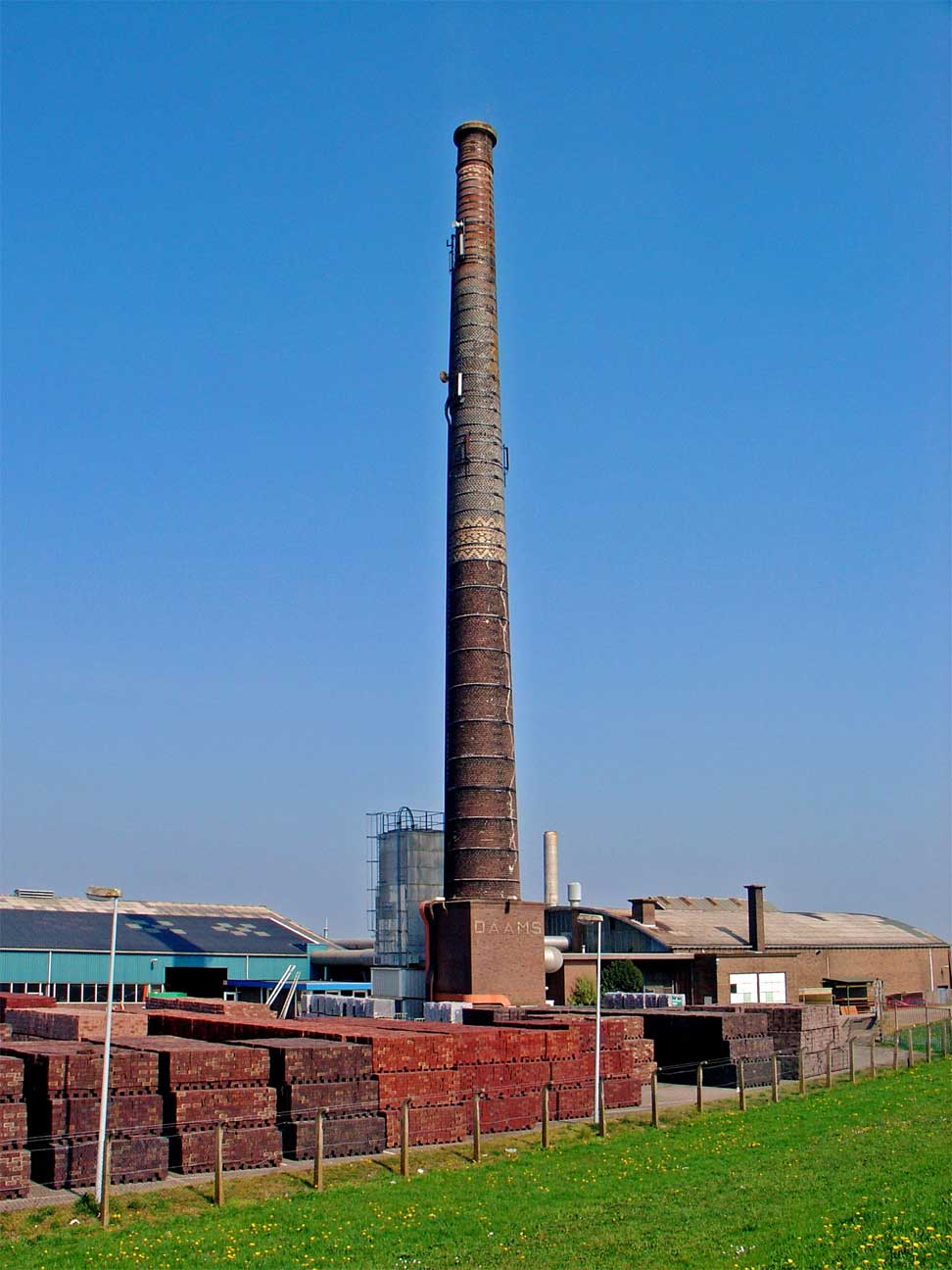
Steenfabriek Daams bij Tolkamer

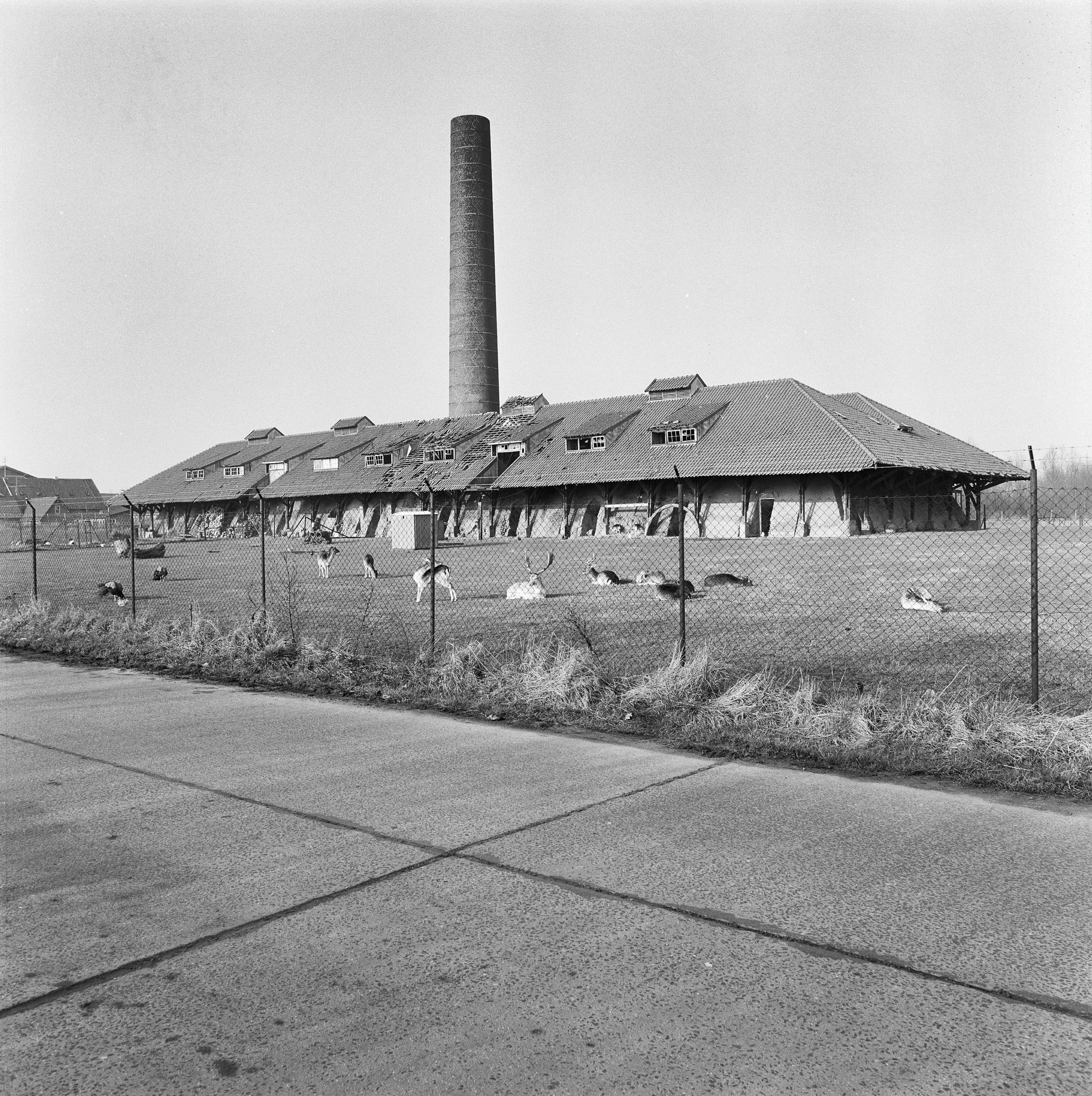
Voormalige steenfabriek De Blauwe Kamer

Vaak bleven de gesloten steenfabrieken lange tijd leegstaan en werden ze uiteindelijk (deels) gesloopt, waarbij vaak als eerste de schoorsteen tegen de vlakte ging. Tegenwoordig worden steeds meer restanten van voormalige steenfabrieken vanwege hun historische betekenis aangewezen als monument. Voorbeelden hiervan zijn:
- Steenfabriek Rusthoven in Wirdum (Groningen)
- Steenfabriek in Gilze (Noord-Brabant)
- Steenfabriek in Oostrum (Friesland)
- Steenfabriek De Bovenste Polder in Wageningen (Gelderland)
- Steenfabriek Costerus in Renkum (Gelderland)
- Steenfabriek de Wijck in Renkum
- Steenfabriek de Kleijkamp in Renkum
- Steenfabriek Wolff&Co (Oven van Ariëns) in Renkum
- Steenfabriek IJsseloord in Willeskop (Utrecht)
- Steenfabriek Malburgen in Arnhem (Gelderland)
- Steenfabriek Plinthos in Sweikhuizen (Limburg)
- Steenfabriek Schenkenschans in Leeuwarden (Friesland)
- Steenfabriek de Bunswaard in Beuningen (Gelderland)
- Steenfabriek Fortmond in het natuurgebied de Duursche Waarden
- Steenovens Klein Hitland in Nieuwerkerk aan den IJssel (Zuid-Holland)
- Steenoven de Olifant in Nieuwerkerk aan den IJssel (Zuid-Holland)
- Steefabriek Daams in Tolkamer (Gelderland)
- Steenfabriek De Blauwe Kamer in Wageningen

Verenigde Steenfabrieken Groningen (V.S.G ):
- Steenfabriek Fraamklap te Middelstum.( NeHoBo )
- Steenfabriek Boerdam te Middelstum ( Poroton / Baksteen / Draineerbuizen )
- Steenfabriek  De Onderneming te Winneweer ( NeHoBo / Draineerbuizen / Baksteen )
- Steenfabriek Feerwerd te Feerwerd.( Baksteen / NeHoBo / Dakpannen )
- Steenfabriek Eureka te Zuidwolde. ( Baksteen / Draineerbuizen / NeHoBo )
- Steenfabriek Scheemda te Scheemda.( Draineerbuizen / NeHoBo )
- Steenfabriek Bedum te Bedum. tot 1956.( Bakstenen)

Een volledig overzicht van alle historische steen- en pannenfabrieken is te vinden in de encyclopedie van de Stichting Historie Grofkeramiek.

### Voormalige steenbakkerijen in België
- Steenbakkerij Ampe in Egem nu onderdeel van Wienerberger
- Steenbakkerij Boom te Boom
- Steenbakkerij Desimpel in Kortemark nu onderdeel van Wienerberger
- Steenbakkerij Frateur in Noeveren
- Steenbakkerij Steendorp in Steendorp
- Steenbakkerijen Vandeputte in Izegem en Lendelede van de familie Vandeputte

## Lijst van steenfabrieken in België
- steenbakkerijen Vandeputte te Izegem en Lendelede (zuid West-Vlaanderen)
- Steenbakkerij De Brandt te Asse
- Steenbakkerij De Keignaert
- Steenbakkerij Desta in Hoogstraten
- Steenbakkerij Dumoulin te Ledegem
- Steenbakkerij Floren in Sint-Lenaarts
- Steenbakkerij Hove in Ninove
- Nelissen Steenfabrieken te Kesselt
- Scheerders-Van Kerchove in Sint-Niklaas
- Steenbakkerij Van Den Broeck te Haaltert
- Steenbakkerij Vande Moortel in Oudenaarde
- Steenbakkerijen Van Membruggen te Riemst
- Steenbakkerijen van Ploegsteert in Ploegsteert
- Steenbakkerijen Vandersanden te Spouwen
- Steenbakkerij Wienerberg te Rumst
- Steenbakkerijen Vandersanden te Lanklaar

## Afbeeldingen

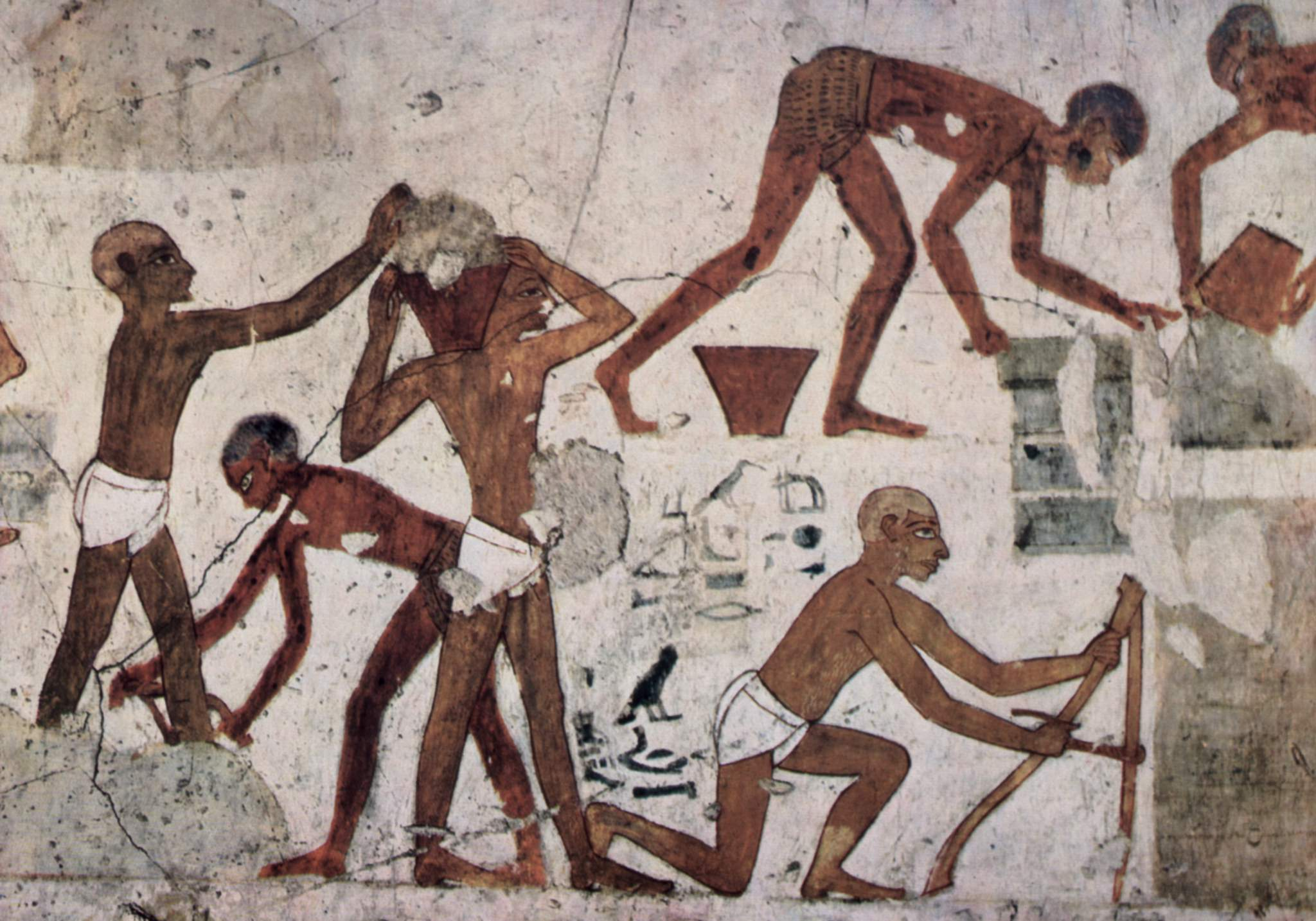
Het vormen van kleistenen op een Egyptische tekening uit ca. 1500 v. Chr
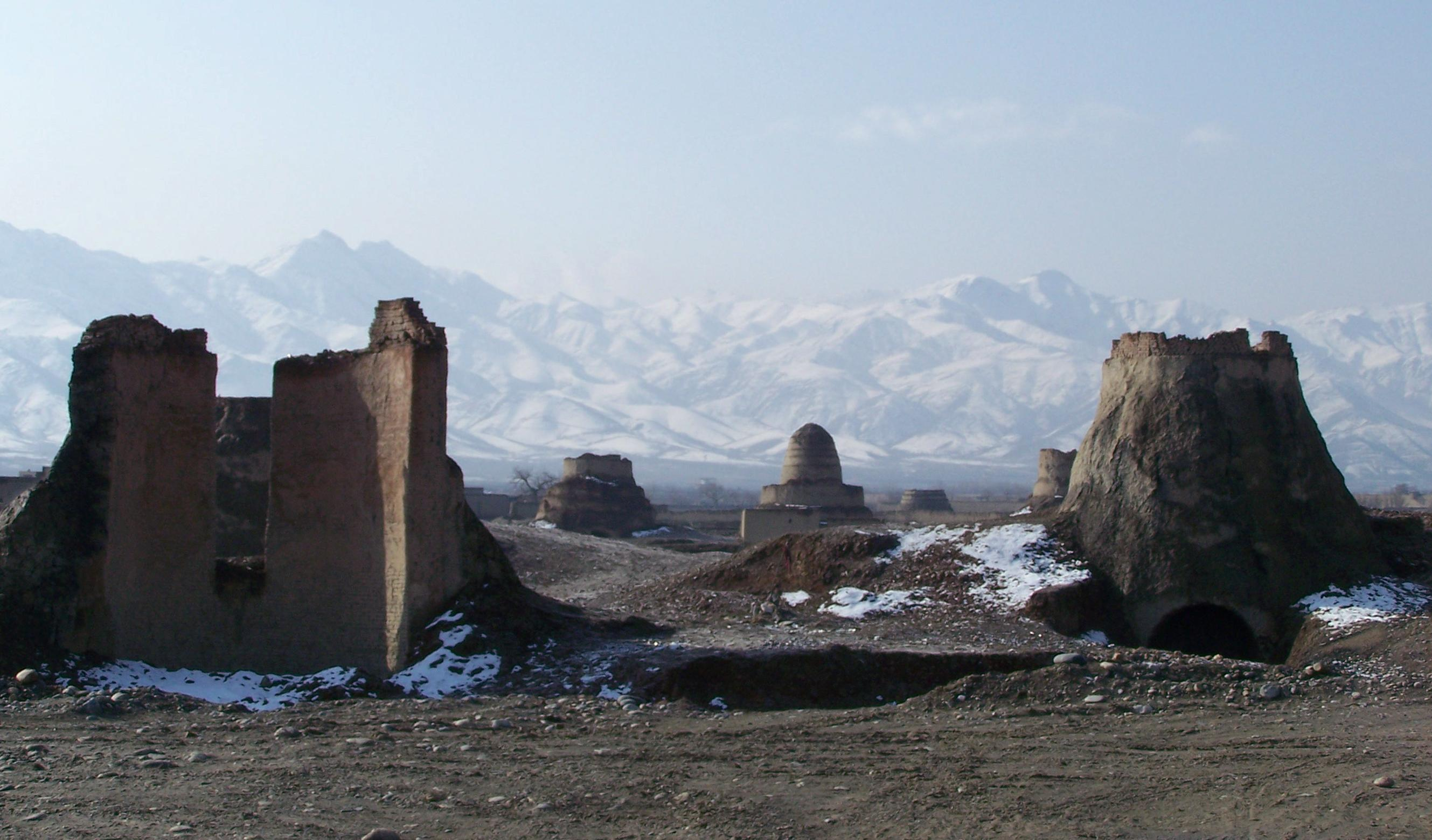
Oude steenovens nabij de Afghaanse hoofdstad Kabul
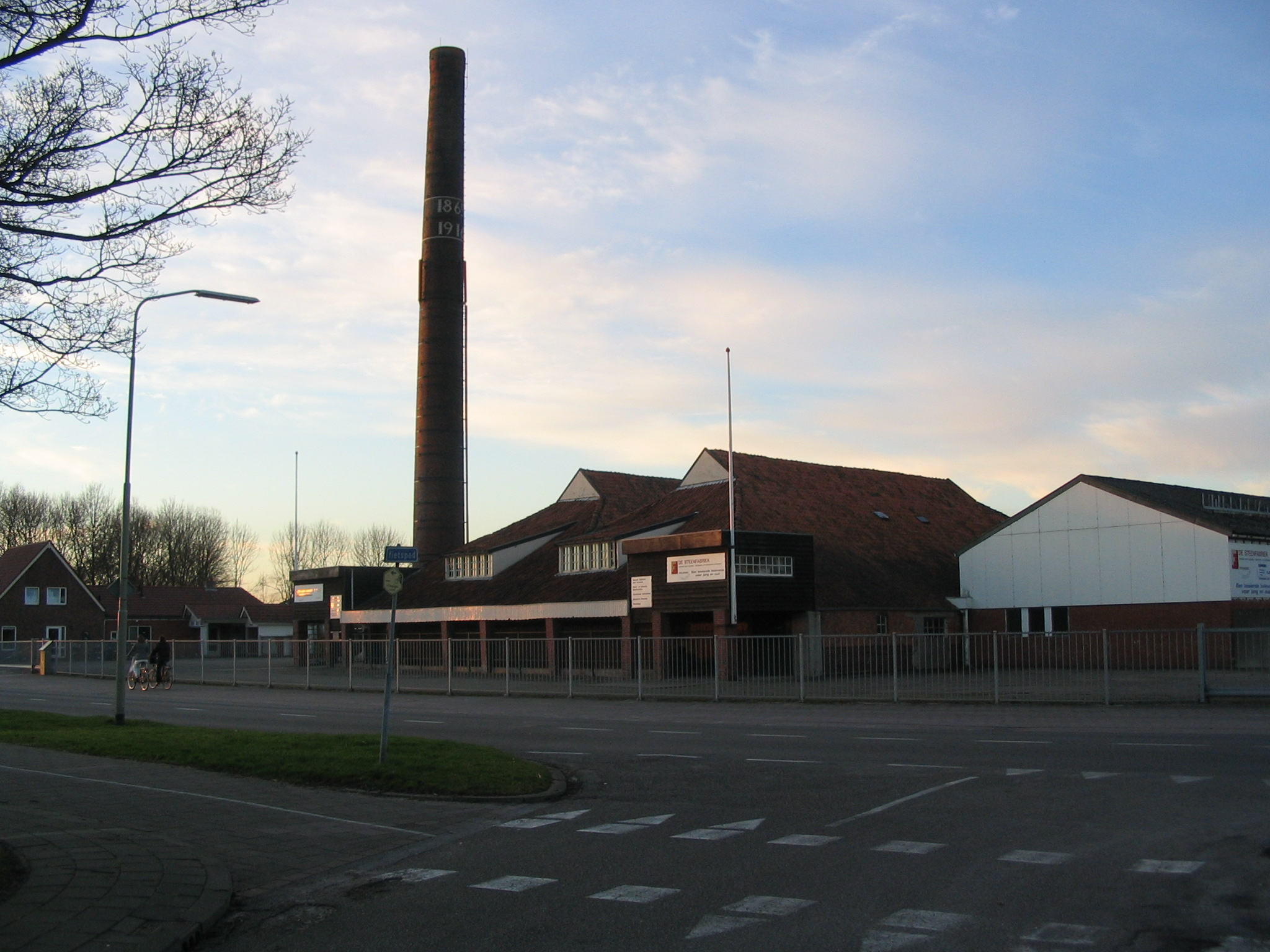
Gesloten steenfabriek Fivelmonde bij de Groningse plaats Delfzijl
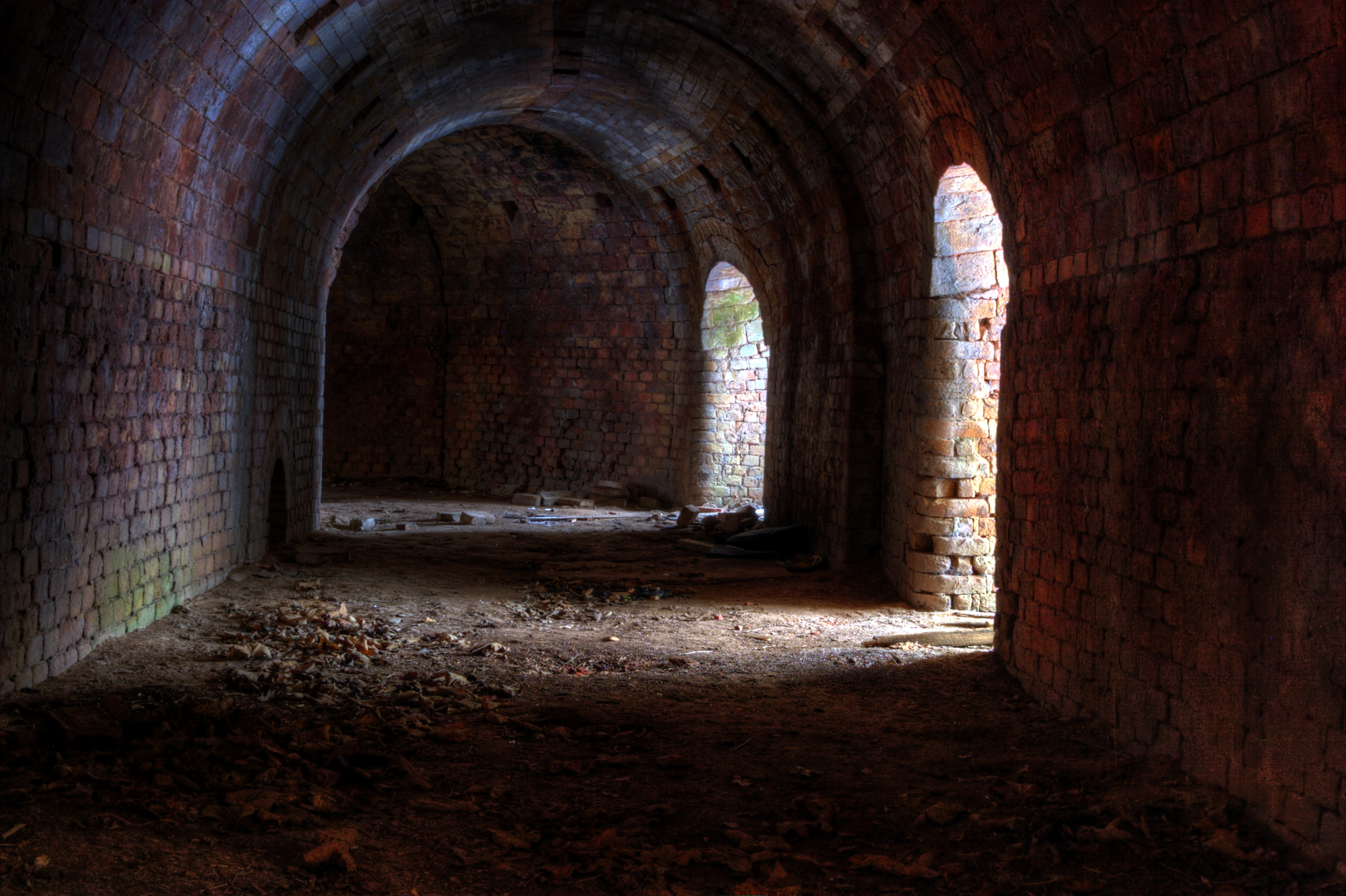
Grote ringoven van het vroegere tichelwerk bij de tichelborg Rusthoven
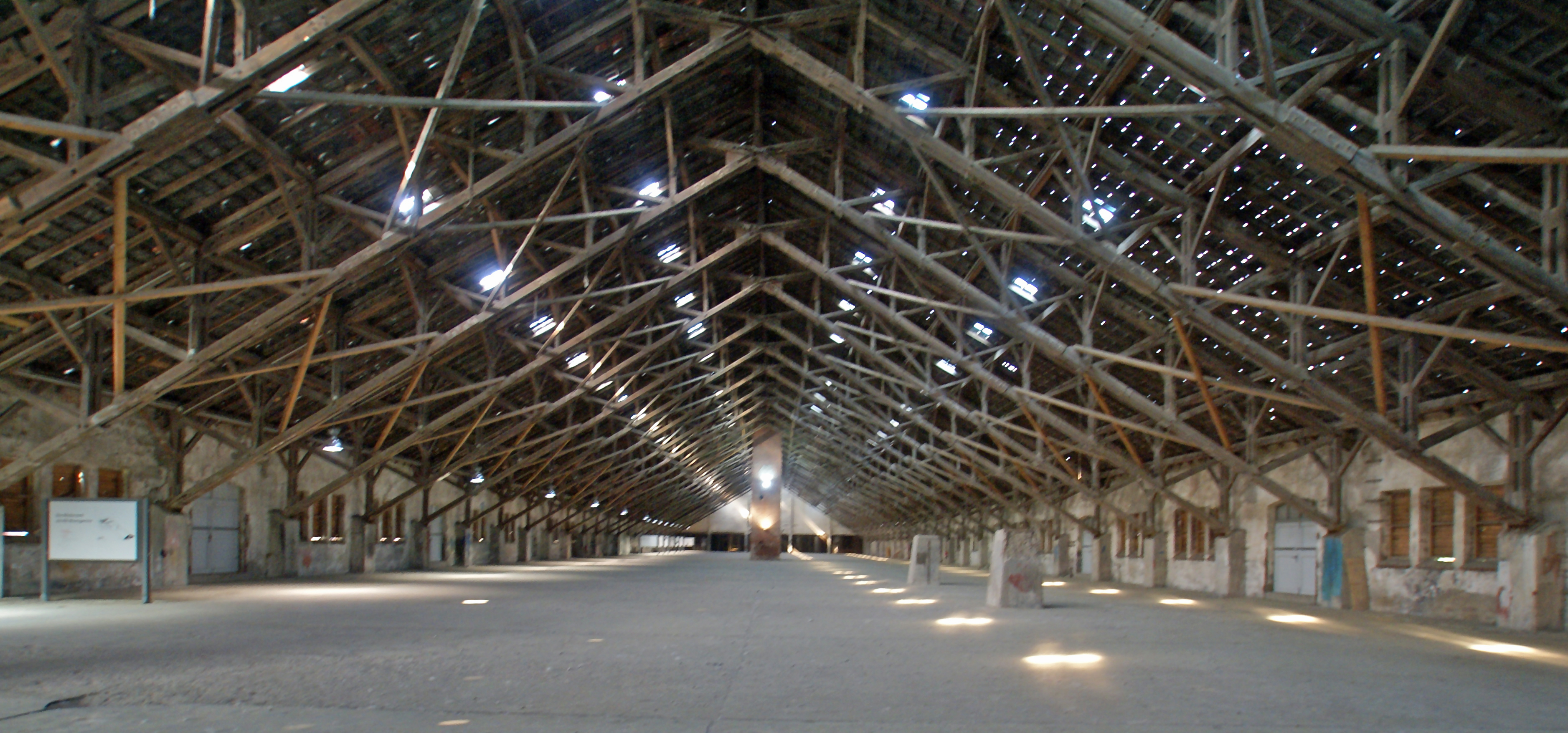
Steenbakkerij in het voormalige Concentratiekamp Neuengamme
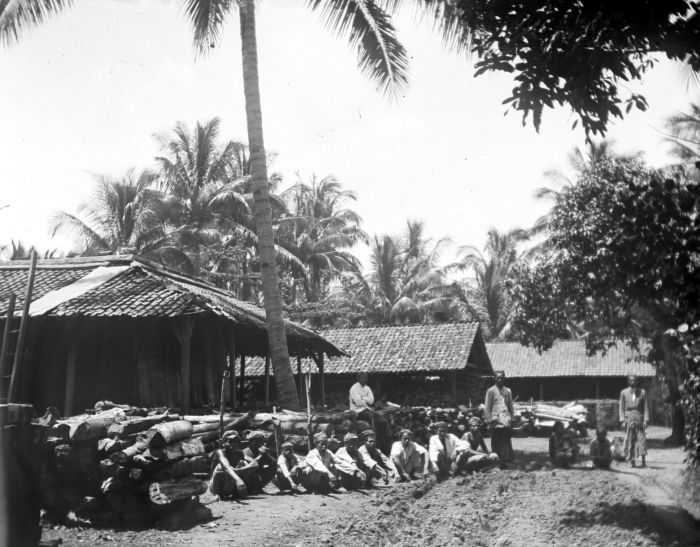
Steenfabriek op Oost-Java in Nederlands-Indië, ca. 1915